# 子供の遊戯
『子供の遊戯』（こどものゆうぎ, 蘭: Kinderspelen, 英: Children's Games）は、16世紀フランドルの画家ピーテル・ブリューゲルにより1560年に描かれた油彩画。現在、ウィーンの美術史美術館に収蔵・展示されている。

## 来歴
1594年、ネーデルラント総督エルンスト・フォン・エスターライヒがこの絵を収集した。カレル・ヴァン・マンデルが1604年にこの絵のことに言及している。

## 全体的描写
描かれている子供は、幼児から若者まで幅があり、後述のように様々な遊戯が細かく描き込まれている。およそ80種類の遊戯を認めることができる。ただ、画家の意図は、単に子供の遊戯を百科事典的に寄せ集めて示すことではなく、遊戯に打ち込む子供の真剣さと、一見それよりも重要な仕事に注ぐ大人の真剣さとを同列に並べることにあったと考えられる。神の目から見れば、子供の遊戯も大人の仕事も重要さでは変わらないということである。逆にいえば、市役所とも思われる大きな建物が子供たちで占められていることは、市政を取り仕切っている大人たちが神の目から見れば子供同然だという暗喩とも考えられる。このような発想は当時の文学にも見られるもので、1530年に出版された匿名のフランドルの詩では、人類は馬鹿げた遊びに夢中になっている子供と同じだという表現がある。

## 細部
左下方から順に、次のような遊戯が描かれている。

## 研究書
- 森洋子『ブリューゲルの「子供の遊戯」―遊びの図像学』未來社（1989年）
- ヤーノシュ・カシュ『ブリューゲル・さかさまの世界―子どもの遊び;ネーデルランドのことわざ;バベルの塔』大月書店（1988年）